# Bruce Pearl
Bruce Allan Pearl (Boston, 18 marzo 1960) è un allenatore di pallacanestro statunitense.